# Martin Wilhelm Kutta
Martin Wilhelm Kutta (Pitschen, Alta Silesia, 3 de noviembre de 1867 - Fürstenfeldbruck, Imperio alemán, 25 de diciembre de 1944) físico y matemático alemán.
Kutta nació en Pitschen, Alta Silesia (en la actualidad pertenece a Polonia). Asistió a la Universidad de Breslau de 1885 a 1890. Continuó sus estudios en la Universidad de Múnich hasta 1894. Entre 1894 y 1897 fue asistente del Prof. Walther von Dyck, eminente matemático alemán, en la Universidad Técnica de Múnich. En 1898 pasó medio año en la Universidad de Cambridge. Entre 1899 y 1909 fue de nuevo asistente de Walther von Dyck en la Universidad Técnica de Múnich.
Entre 1909 y 1910 Kutta se convirtió en profesor en la Universidad de Jena. De 1910 a 1912 fue profesor en la Universidad Técnica de Aquisgrán. En 1912 se convirtió en profesor de la Universidad de Stuttgart, plaza que ocupó hasta su retiro en 1935.
En 1901 desarrolló, en colaboración con Carl David Tolmé Runge, el método de Runge-Kutta para resolver ecuaciones diferenciales ordinarias. Será recordado también por el teoréma de Zhukovsky-Kutta así como por la condición de Kutta, ambas fundamentales en la aerodinámica potencial.
Kutta murió en Fürstenfeldbruck, Alemania.